# Francisco Jara
Francisco Jara Garibay (Guadalajara, 3 de febrero de 1941-Guadalajara, 2 de febrero de 2024), más conocido como Paco Jara, fue un futbolista mexicano que jugaba en la posición de delantero. Militó en el Club Deportivo Guadalajara durante la época del Campeonísimo.

## Biografía
Nació el 3 de febrero de 1941 en Guadalajara, México, en el seno de una familia dedicada a la panadería, actividad que desarrolló desde temprana edad junto a sus cinco hermanos.
Sus primeros pasos los dio en el Barrio de Mexicaltzingo y posteriormente en la Colonia del Fresno en torneos organizados por la Parroquia de Nuestra señora de Lourdes. Debutó a los 19 años en un partido Chivas vs. Oro, el cual ganó el Guadalajara 2 goles a 1. Jugó casi toda su carrera con el Guadalajara, debutando en 1960 y retirándose en 1971.
Participó además en la Copa Mundial de Fútbol de 1966 celebrada en Inglaterra, como parte de la Selección de fútbol de México.
Al retirarse, decidió emprender un negocio de panadería, además se le dio la oportunidad de dirigir al Club Deportivo Hidalgo.
Falleció el 2 de febrero de 2024 en Guadalajara, a los 82 años.

## Clubes
| Club        | País   | Año         |
| ----------- | ------ | ----------- |
| Guadalajara | México | 1960 - 1971 |

## Participaciones en Copas del Mundo
| Mundial                        | Sede       | Resultado    |
| ------------------------------ | ---------- | ------------ |
| Copa Mundial de Fútbol de 1966 | Inglaterra | Primera fase |

## Palmarés

### Títulos regionales
| Título                   | Equipo      | País   | Año  |
| ------------------------ | ----------- | ------ | ---- |
| Copa de Oro de Occidente | Guadalajara | México | 1960 |

### Títulos nacionales
| Título               | Equipo      | País   | Año     |
| -------------------- | ----------- | ------ | ------- |
| Primera División     | Guadalajara | México | 1961-62 |
| Copa México          | Guadalajara | México | 1962-63 |
| Primera División     | Guadalajara | México | 1963-64 |
| Campeón de Campeones | Guadalajara | México | 1963-64 |
| Primera División     | Guadalajara | México | 1964-65 |
| Campeón de Campeones | Guadalajara | México | 1964-65 |
| Primera División     | Guadalajara | México | 1969-70 |
| Copa México          | Guadalajara | México | 1969-70 |
| Campeón de Campeones | Guadalajara | México | 1969-70 |

### Títulos internacionales
| Título                           | Equipo      | País   | Año  |
| -------------------------------- | ----------- | ------ | ---- |
| Copa de Campeones de la Concacaf | Guadalajara | México | 1962 |